# Chacón (Trinidad Pampa)
Chacón ist eine Ortschaft im Departamento La Paz im südamerikanischen Andenstaat Bolivien.

## Lage im Nahraum
Chacón ist Nachbarort von Trinidad Pampa, dem zweitgrößten Ort des Kanton Arapata im Municipio Coripata in der Provinz Nor Yungas. Die Ortschaft liegt auf einer Höhe von 1703 m am linken, westlichen Ufer des Río Santa Elena, der in nordöstlicher Richtung wenige hundert Meter flussabwärts in den Río Peri mündet, einem linken Nebenfluss des Río Tamampaya. 

## Geographie
Chacón liegt im Übergangsbereich zwischen dem Altiplano und der Cordillera Real im Westen und den Ausläufern des Amazonas-Tieflandes im Osten.
Der Jahresniederschlag hier in den subtropischen Yungas liegt bei 1100 mm (siehe Klimadiagramm Coroico) und weist eine deutliche Trockenzeit von Mai bis August und eine Regenzeit von Dezember bis Februar auf. Die Monatsdurchschnittstemperaturen schwanken nur unwesentlich zwischen 20 °C und 25 °C, tagsüber ist es sommerlich warm und nachts angenehm kühl.

## Verkehrsnetz
Chacón liegt in einer Entfernung von 118 Straßenkilometern nordöstlich von La Paz, der Hauptstadt des Departamentos.
Von La Paz führt die asphaltierte Nationalstraße Ruta 3 in nordöstlicher Richtung 52 Kilometer bis Cotapata und von dort als Schotterpiste über 35 Kilometer bis Coroico. Hier zweigt die Ruta 40 nach Südosten ab und durchquert nach 31 Kilometern Trinidad Pampa. Einen Kilometer hinter Trinidad Pampa zweigt dann eine Landstraße in südlicher Richtung zu dem zwei Kilometer entfernten Chacón ab.

## Bevölkerung
Die Einwohnerzahl der Ortschaft ist in den vergangenen Jahrzehnt um etwa ein Drittel angestiegen:
| Jahr | Einwohner         | Quelle       |
| ---- | ----------------- | ------------ |
| 1992 | keine Detaildaten | Volkszählung |
| 2001 | 323               | Volkszählung |
| 2012 | 439               | Volkszählung |
| 2024 |                   | Volkszählung |